# André Postma
André Siebo Postma (Elburg, 27 juni 1963) is een Nederlands decorontwerper en illustrator.

## Loopbaan
André werd geboren in Elburg. Na zijn opleiding liep hij stage bij de afdeling Decorontwerp. Hij ging daar na zijn afstuderen op de afdeling werken. Hierna ging hij in 1988 aan de slag als zelfstandig ontwerper. Hij ontwierp onder meer decors voor de tv-programma's: Countdown, The Music Factory, RTL Nieuws, Met het mes op tafel en Showbizzcity. Samen met Mia Schlosser ontwierp hij in 1988 het decor voor Kinderen voor Kinderen 9. Hierna maakte hij tentoonstelling voor verschillende musea. Tegenwoordig heeft hij zijn eigen bedrijf in Soest.